# Юнии
Юниите (Iunii) са значима фамилия (gens Iunia) в Древен Рим.
Името Iunius идва от богинята Юнона. Като митичен прародител Юниите смятат придружителя на Еней с това име.
Най-познат клон на фамилията е Юнии Брути. Другите клонове са Юнии Силани (Iunii Silani), с придружаващо име Силан (Silanus), идващо от планината Сила или и от гръцкото име Silenos.
Познати членове на фамилията:

## Юнии Брути
- Марк Юний Брут I, зет на Тарквиний Приск; баща на консула от 509 пр.н.е.
  - Луций Юний Брут, консул 509 пр.н.е., един от основателите на Римската република
    - Тит Юний Брут, син на консула от 509 пр.н.е., екзекутиран 509 пр.н.е
    - Тиберий Юний Брут, син на консула от 509 пр.н.е., екзекутиран 509 пр.н.е.

  - Марк Юний Брут II, брат на консула от 509 пр.н.е.
- Луций Юний Брут (трибун), народен трибун 493 пр.н.е.
- Децим Юний Брут Сцева (консул 325 пр.н.е.)
- Гай Юний Бубулк Брут, консул 317, 313 и 311 пр.н.е.
- Децим Юний Брут Сцева (консул 292 пр.н.е.)
- Гай Юний Бубулк Брут (консул 291 пр.н.е.), консул 291 и 277 пр.н.е.
- Марк Юний Брут (консул 178 пр.н.е.), консул 178 пр.н.е.
  - Марк Юний Брут, юрист, претор 140 пр.н.е.; син на консула от 178 пр.н.е. и прародител на убиеца на Цезар
  - Децим Юний Брут Калаик, консул 138 пр.н.е.
    - Децим Юний Брут (консул 77 пр.н.е.)
      - Децим Юний Брут Албин, участва в заговора за убийството на Юлий Цезар 44 пр.н.е.
- Марк Юний Брут Старши, народен трибун 83 пр.н.е.; баща на убиеца на Цезар
  - Марк Юний Брут, римски сенатор, убиец на Юлий Цезар

## Юнии Силани
- Марк Юний Силан (претор 212 пр.н.е.)
- Марк Юний Силан (префект)
- Марк Юний Силан (консул 109 пр.н.е.)
  - Децим Юний Силан (консул 62 пр.н.е.), съпруг на Сервилия Цепиона, баща на:
    - Юния Прима
    - Юния Секунда
    - Юния Терция
    - Доведен баща на Марк Юний Брут
- Децим Юний Силан (монетен магистър), началото на 1 век пр.н.е.
  - Марк Юний Силан (претор 77 пр.н.е.)
    - Марк Юний Силан, консул 25 пр.н.е.
- Гай Юний Силан, баща на консула от 17 пр.н.е.
  - Гай Юний Силан, консул 17 пр.н.е.
- Квинт Цецилий Метел Критски Силан (роден Марк Юний Силан), консул 7 г.
  - Юния, сгодена за Нерон Цезар
- Гай Юний Силан (консул 10 г.)
- Марк Юний Силан (консул 15 г.), суфектконсул 15 г.
  - Юния Клавдила, съпруга на Калигула
- Марк Юний Силан Торкват (консул 19 г.)
  - Юния Калвина
  - Децим Юний Силан Торкват, консул 53 г.
  - Луций Юний Силан, претор 48 г., годеник на Октавия
  - Марк Юний Силан, консул 46 г.
    - Луций Юний Силан Торкват (* 40, † 65 г.)

  - Юния Силана
  - Юния Лепида
- Децим Юний Силан, изгонен 20 г., връзка с Юлия Випсания
- Луций Юний Силан, суфектконсул 26 г.
- Гай Апий Юний Силан, консул 28 г.
- Децим Юний Силан Торкват (консул 53 г.)
- Гай Юний Силан (консул 92 г.), суфектконсул септември 92 г.
- Дулий Силан, сенатор 2 век.

## Юнии Бубулк
- Гай Юний Бубулк Брут, консул 317, 313 и 311 и диктатор 302 пр.н.е.
- Гай Юний Бубулк Брут (консул 291 пр.н.е.), консул 291 и 277 пр.н.е.

## Юнии Блези
- Квинт Юний Блез (консул 10 г.)
  - Квинт Юний Блез (консул 28 г.), суфектконсул 28 г.
    - Юний Блез, управител на Лугдунска Галия, 69 г. отровен от Вителий

  - Квинт Юний Блез (консул 26 г.), суфектконсул 26 г.

## Юнии Пера
- Децим Юний Пера, консул 266 и цензор 253 пр.н.е.
  - Марк Юний Пера, консул 230 пр.н.е.

## Юнии Пен
- Марк Юний Пен (претор), претор urbanus 201 пр.н.е.
  - Марк Юний Пен, консул 167 пр.н.е.
- Марк Юний Пен (трибун 126 пр.н.е.), народен трибун 126 пр.н.е.

## Други
- Луций Юний Пул, консул 249 пр.н.е.
- Луций Юний Галион, сенатор и ретор, осиновява:
  - Юний Аней Галион, суфектконсул 56 г., най-възрастният син на Сенека Стари
- Луций Юний Квинт Вибий Крисп, суфектконсул 61 г.,74 г. и 83 г.
- Луций Юний Цезений Пет, консул 61 г.
  - Луций Юний Цезений Пет (консул 79 г.), суфектконсул 79 г.
    - Луций Юний Цезений Пет (* 65 г.), женен за Ария Антонина (* 70 г.), леля на Антонин Пий
      - Луций Цезений Антонин, суфектконсул 128 г.
- Квинт Юний Марул, суфектконсул 62 г.
- Децим Юний Новий Приск, консул 78 г.
- Тит Юний Монтан, суфектконсул 81 г.
- Квинт Юний Арулен Рустик, философ, суфектконсул 92 г.
  - Квинт Юний Рустик, суфектконсул 133 г., консул 162 г.
- Юний Мавриций, брат на суфектконсула от 92 г.
- Марк Юний Хомул, суфектконсул 102 г.
  - Марк Юний Хомул (консул 128 г.), суфектконсул 128 г.
- Децим Юний Пет, суфектконсул 127 г.
  - Децим Юний Пет (консул 145 г.), суфектконсул 145 г.
- Марк Юний Метий Руф, суфектконсул 128 г.
- Кан Юний Нигер, консул 138 г.
- Квинт Юний Калам, суфектконсул 143 г.
- Авъл Юний Руфин, консул 153 г.
  - Помпея Триария (или Помпония), съпруга на Гай Еруций Клар
    - Гай Юлий Еруций Клар Вибиан, консул 193 г.
- Тит Юний Север, суфектконсул 154 г.
- Марк Юний Руфин Сабиниан, консул 155 г.
- Публий Юний Пастор, баща на консула от 163 г.
  - Авъл Юний Пастор, консул 163 г.
- Гай Юний Фаустин Плацид Постумиан, управител на провинция Долна Мизия 176-178 г.
- Квинт Юний Фаустин, управител на провинция Долна Мизия 204-207 г. или 205–208 г.
- Гай Юний Донат, суфектконсул 257 г., консул 260 г.
- Юний Велдумниан, консул 272 г.
- Гай Юний Тибериан, консул 281 г. и 291 г.
  - Гай Юний Тибериан, проконсул на Азия 293 г. или 305 г. и praefectus urbi 303/304 г.
- Марк Юний Максим, консул 286 г.
- Юний Бас, консул 331 г.
  - Юний Бас Теотекний, praefectus urbi 359 г.

Жени:
- Юния, съпруга на Гай Клавдий Марцел, майка на Гай Клавдий Марцел Младши (консул 50 пр.н.е.)
- Юния, дъщеря на Квинт Цецилий Метел Критски Силан, сгодена за Нерон Цезар
- Юния Прима, съпруга на Публий Сервилий Исаврик
- Юния Секунда, съпруга на Марк Емилий Лепид
- Юния Терция, съпруга на Гай Касий Лонгин (заговорник срещу Юлий Цезар)
- Юния Калвина, съпруга на Луций Вителий
- Юния Лепида, съпруга на Гай Касий Лонгин (юрист)
- Юния Силана, съпруга на Гай Силий
- Юния Торквата, известна весталка, сестра на Гай Юний Силан
- Юния Клавдила (Junia Claudilla), дъщеря на Марк Юний Силан, 33 г. съпруга на император Калигула

- Света Юния, апостолка от 70-те с Андроник Панонски, 1 век, чествана на 17 май